# Pillaiprimtal
Inom talteorin är ett Pillaiprimtal ett primtal p för vilket det finns ett heltal n > 0 sådant att fakulteten av n är mindre än en multipel av primtalet, men primtalet är inte större än en multipel av n. För att uttrycka det algebraiskt, {\displaystyle n!\equiv -1\mod p} men {\displaystyle p\not \equiv 1\mod n}.
De första Pillaiprimtalen är:
23, 29, 59, 61, 67, 71, 79, 83, 109, 137, 139, 149, 193, 227, 233, 239, 251, 257, 269, 271, 277, 293, 307, 311, 317, 359, 379, 383, 389, 397, 401, 419, 431, 449, 461, 463, 467, 479, 499, 503, 521, 557, 563, 569, 571, 577, 593, 599, 601, 607, … (talföljd A063980 i OEIS)
Pillaiprimtalen är uppallade efter matematikern Subbayya Sivasankaranarayana Pillai. Det har bevisats flera gånger att det finns oändligt många Pillaiprimtal, bland annat av Subbarao, Erdős och Hardy & Subbarao.